# 奥地利东印度公司
奥地利东印度公司（德語：Österreichische Ostindische Kompanie），是1775年荷兰人William Bolts提议之下创建的贸易公司，总部位于奥斯滕德和的里雅斯特，他当时效力于帝国政府，于是提议在的里雅斯特码头重启奥地利与印度的贸易来往，得到了奥地利女大公玛丽亚·特蕾西亚的支持。奥地利东印度公司仅仅维持了十年，在1785年解体。